# Nóvaya Gazeta
Nóvaya Gazeta (en ruso: Новая газета; literalmente, «Nueva Gaceta») es un periódico ruso conocido en su país por su cobertura crítica y su periodismo de investigación de los asuntos políticos y sociales rusos.
Se publica en Moscú, en regiones de Rusia y en algunos países extranjeros. A partir de 2009, la edición impresa se publica los lunes, miércoles y viernes; los artículos en inglés en el sitio web se publican de manera irregular.
Fueron en total seis personas que perdieron sus vidas por trabajar para Nóvaya Gazeta. Ellos eran cuatro periodistas: Ígor Dómnikov (2000), Yuri Schekochijin (2003), Anna Politkóvskaya (2006), Anastasia Babúrova (2009), y dos colaboradores: el abogado Stanislav Markélov (2009) y la defensora de derechos humanos Natalia Estemírova (2009).
Siendo diputado de la Duma Estatal de Rusia, Yuri Schekochijin había presentado dos mociones para una investigación parlamentaria de las explosiones en edificios rusos sucedidas en septiembre de 1999, pero ambas propuestas fueron rechazadas en marzo de 2000.
En octubre de 2021, su director Dmitri Murátov fue galardonado con el Premio Nobel de la Paz, junto con la filipina María Ressa, por «sus esfuerzos para salvaguardar la libertad de expresión, como condición para la democracia y la paz duradera».
En marzo de 2022, el diario es obligado a suspender publicaciones y la actividad, bajo el régimen de Putin y a raíz de la posición crítica del periódico ante la invasión rusa de Ucrania. Tras su prohibición en Rusia, el 7 de abril de 2022, en la capital de Letonia, Riga, inició su publicación el periódico Nóvaya Gazeta Europe.